# جایزه رابرت میلیکان
جایزهٔ رابرت میلیکان از سال ۱۹۶۲ توسط انجمن آمریکایی مدرسان فیزیک به افرادی که در آموزش فیزیک ابتکارهای قابل توجه و نوآوری‌هایی داشته‌اند اهدا می‌شود.دریافت‌کننده به جلسه تابستانی انجمن دعوت می‌شود و مدال میلیکان و جایزه ی مالی و گواهی نامه ی جایزه را به همراه هزینه‌های سفر به جلسه دریافت می‌کند.